# Balatum
 (juillet 2025).
Le Balatum est un matériau de revêtement de sol solide et décoratif constitué de carton, puis enduit d'asphalte. D'un prix de revient peu élevé, il a été créé dans les années 1920 par les Papeteries de Genval (1904-1980).